# Павлов, Иван Ульянович
Иван Ульянович Павлов (8 декабря 1893, Андреевка, Херсонская губерния — 11 апреля 1936, Москва) — российский и советский военный лётчик, комдив Рабоче-крестьянской Красной армии, кавалер трёх орденов Красного Знамени РСФСР.

## Биография
Родился 8 декабря 1893 года в селе Андреевка Херсонской губернии.
Окончил Ямчицкую низшую сельскохозяйственную школу, получил образование агронома. В 1914 году был призван на службу в царскую армию. Был направлен в авиационную роту, затем отправлен на учёбу в Гатчинскую школу мотористов. Через некоторое время был отправлен в авиационную школу во французском городе Шартре. Отлично сдал экзамены по специальностям «военный лётчик» и «гражданский пилот — авиатор» в ноябре 1916 года, после чего совершенствовал квалификацию в лётных школах в городах По и Казо. В феврале 1917 года вернулся в Россию и сразу же отправился на фронт. Служил в 1-й истребительной авиационной группе под командованием Александра Казакова, летал в паре с прапорщиком Земблевичем. Участвовал в охране бомбардировщиков, только на охрану «Муромцев» совершил 17 боевых вылетов. 1 октября 1917 года в районе Гусятина сбил немецкий самолёт. Конец войны встретил в чине старшего унтер-офицера.
После Октябрьской революции Казаков был смещён с должности командира группы, а на его место был назначен Павлов. Ему практически не удалось спасти самолёты и материальную часть группы, большая часть которых досталась немцам и украинцам. В апреле 1918 года сформировал и возглавил 1-ю Советскую истребительную авиационную группу. Летом 1919 года группа была почти полностью уничтожена на аэродроме прорвавшейся конницей генерала Шкуро.
С января 1919 года занимал должность помощника начальника воздушного флота Юго-Западного фронта по авиации, а с мая того же года командовал авиацией 8-й армии. Именно он в сентябре 1920 года, будучи командующим авиацией Южного фронта, благодаря применённой тактике массированных авианалётов, сорвал наступление в Северном Крыму войск генералов Кутепова и Секретева. Однажды, во время боевого вылета был сбит и попался казачьему патрулю, однако, введя его в заблуждение, сумел улететь. В боях несколько раз был ранен.
За боевые заслуги в Гражданской войне стал кавалером двух орденов Красного Знамени — за отличия в боях за Казань (Приказ Революционного военного совета Республики № 175 в 1919 году) и в Северном Крыму (Приказ Революционного военного совета Республики № 529 в 1920 году).

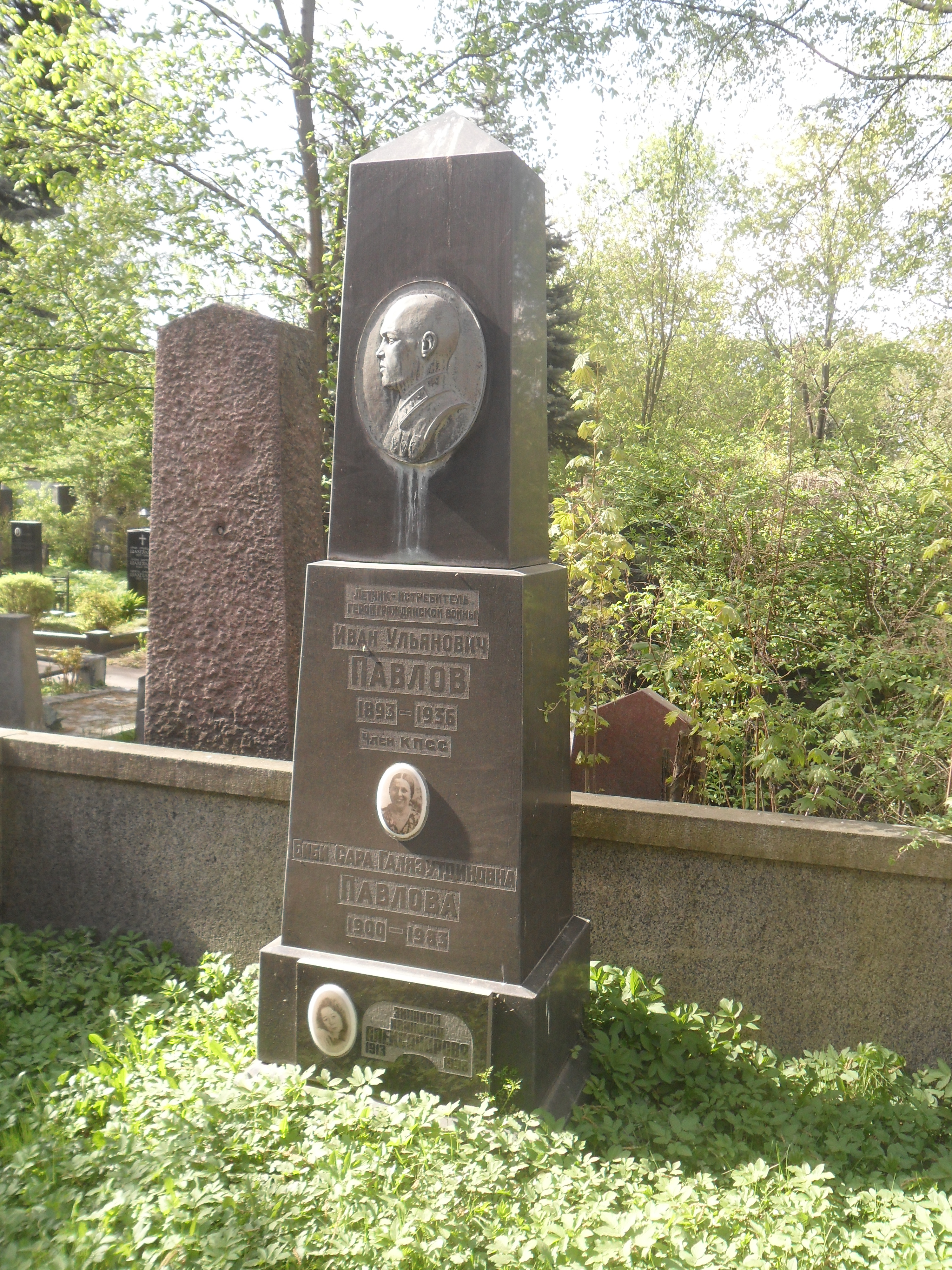
Могила Павлова на Новодевичьем кладбище Москвы

После окончания войны служил на различных командных должностях. Командовал школой воздушной стрельбы и бомбометания в городе Серпухове Московской области, позднее стал командующим авиацией Киевского, затем Северо-Кавказского военного округа. С 20 ноября 1935 года — комдив (приказ НКО № 2398). Будучи комдивом, стал командующим Военно-воздушными силами Московского военного округа, а позднее — Главным инспектором ВВС РККА. Член ВКП(б).
Умер 11 апреля 1936 года от осложнений, которые дали последствия ранений в Гражданскую войну. Похоронен на Новодевичьем кладбище. В 1940 году на могиле установлен памятник-обелиск (скульптор Б. Н. Ланге).

## Память
- В 1937 году вышли посмертные автобиографические записки «Боевой путь. Записки красного лётчика»[7];
- До 2016 года его имя носил парк в Кривом Роге[8].